# مجله داستان کارآگاهی

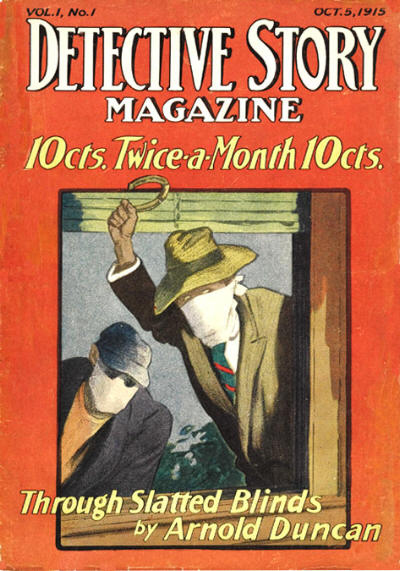
Debut issue of Detective Story Magazine (۵ اکتبر ۱۹۱۵)

مجله داستان کاراگاهی (به انگلیسی: Magazine Detective Story) یک مجله آمریکایی است که توسط استریت و اسمیت از ۱۵ اکتبر ۱۹۱۵ تا تابستان ۱۹۴۹ (۱٬۰۵۷ عنوان) منتشر شد. این یکی از اولین مجلات پالپ بود که به داستان خلاقانه اختصاص داشت و شامل داستان کوتاه و سریال است. در حالی که این نشریه اولین داستان کاراگاهی بود که در یک قالب شبیه به کاغذی مدرن «کتاب ضخیم» منتشر شد، سری دوم این مجله اخیراً با نام نیک کارتر ویکلی که مربوط به ماجراهای یک کارآگاه جوان است انتشار یافته‌است.
از ۲۱ فوریه سال ۱۹۳۱ تا کنون، این مجله تحت عنوان «داستان کارآگاهی استریت و اسمیت» نامگذاری شده‌است. در طول نیمی از زندگی ۳۴ ساله، این مجله به اندازه کافی برای حمایت از مسائل مربوط به ویکلی محبوب بود. پلویدیف ویتگنشتاین، فیلسوف برجسته، در میان خوانندگان مجله بود.

## رادیو

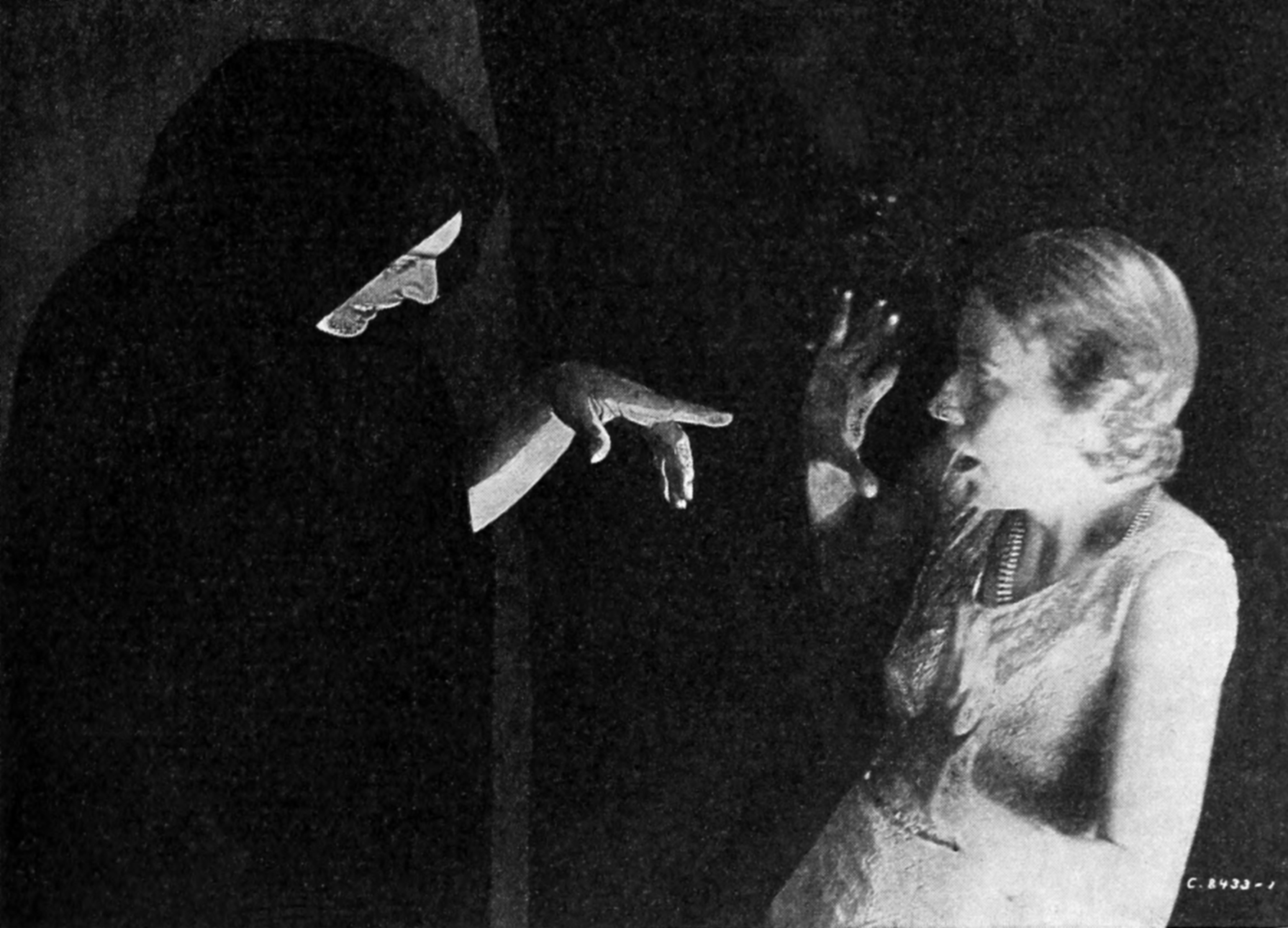
مجله داستان کاراگاهی

عکاسی تبلیغاتی بنام جیمز لاکورتو معروف به سایه (۱۹۳۰) داستان‌های این مجله را برای اولین بار در ۳۱ ژوئیه ۱۹۳۰ در رادیو پخش کرد. برنامه رادیویی استریت و اسمیت داستان کاراگاه توسط شخصیت مرموزی به نام «سایه» نقل شده‌است.
شنوندگان اشتباهاً می‌خواستند نسخه‌هایی از مجله ی"سایه" "مرا منتشر کنند در نتیجه، استریت و اسمیت در تاریخ ۱ آوریل سال ۱۹۳۱ یک مجموعه پالپ را ایجاد کردند که عمدتاً توسط
والتر بی. گیبسون تولید می‌شد.
موفقیت سایه و اسکار وحشی همچنین موجب شد استریت و اسمیت نیک کارتر را از سال ۱۹۳۳ تا ۱۹۳۶ به یک قهرمان تبدیل کنند؛ که یک نمایش محبوب رادیویی بود که
در سال ۱۹۴۳ تا ۱۹۵۵ در شبکه‌های مختلف پخش شد.

## نویسندگان
نویسندگانی که آثارآنان در مجله داستان کارآگاه منتشر شده‌است عبارتند از:
- A. E. Apple
- آگاتا کریستی
- Carroll John Daly
- آرتور کانن دویل
- H. Irving Hancock
- جانستون مک‌کالی
- Fulton Oursler
- Arthur B. Reeve
- Sax Rohmer
- Thomas Thursday
- ادگار والاس

## ویراستاران
- Frank E. Blackwell (1915-1938)
- Anthony M. Rud (1938)
- Hazlett Kessler (1939-1940)
- R.B. Miller (1941)
- Ronald Oliphant (1942)
- Daisy Bacon (May 1942-Summer 1949)